# هندوانه نامیب
هندوانه نامیب گونه‌ای گیاه پایا از ویره‌های بیابان از تیره کدوییان و خویشاوندان هندوانه است. این گیاه را می‌توان هم در نامیبیا و هم آفریقای جنوبی و به‌ویژه بیابان نامیب یافت. این گیاه گونه خواهری خربزه تلخ سیترولوس آمارئوس است و مانند آن گوشت، سفت، سفید و تلخ دارد.
ویره‌ها می‌توانند تا بیش از دو متر خزیده و بالا بروند، و گلهای زرد دارند. به عنوان یک گیاه بیابانی، گونهٔ مقاومی است، و با آب کم و گرمای شدید به زندگی خود ادامه می‌دهد. برگها ساقه‌های سالانه‌ای را شکل می‌دهند که هر سال از بین می‌روند. این گیاه به آب‌های عمیق موجود در زمین و مه‌های صبحگاهی وابسته‌است، و منبع مهم آب برای بسیاری از گونه‌های بیابانی است.